# 千葉市立天戸中学校
千葉市立天戸中学校（ちばしりつ あまどちゅうがっこう）は、千葉県千葉市花見川区にある公立中学校。

## 校訓
自覚
自力
自勝

## 沿革
- 1979年 - 千葉市立幕張中学校から分離し、創立

## 部活動
- バレーボール部（女子）
- バスケットボール部（男・女）
- 野球部
- ソフトボール部
- サッカー部
- バドミントン部（男子）
- 伝統文化部
- 美術部
- 吹奏楽部